# Miyuki Kanbe
Miyuki Kanbe (神戸 みゆき Kanbe Miyuki?) (7 de mayo de 1984 – 18 de junio de 2008) fue una actriz, modelo y cantante japonesa. En su carrera, hizo el papel de Sailor Moon en los musicales de la serie, así como también hizo el papel de Hinaka Tachibana en Kamen Rider Hibiki y de Kyouko Kakehi en Battle Royale II. Además de la actuación, Kanbe también tuvo una carrera de cantante en solitario y sus canciones fueron usadas en la serie de anime Mermaid Melody Pichi Pichi Pitch.

## Carrera
Kanbe fue elegida entre 500 mujeres para el papel de Sailor Moon. Gran parte de su carrera involucró roles físicamente exigentes.
A finales de junio de 2008, ella había estado activa y había expresado vocalmente su interés en avanzar en su carrera. Fue elegida para el papel de Éponine en la producción teatral japonesa de Los miserables y en Miss Saigon, pero se vio obligado a abandonarlos debido a problemas de salud en febrero de 2007.

## Muerte
Kanbe falleció a las 4:08 am del 18 de junio de 2008 debido a una insuficiencia cardíaca repentina.